# Martellago
Martellago ist eine Gemeinde mit 21.329 Einwohnern (Stand 31. Dezember 2023) in der Metropolitanstadt Venedig der Region Venetien in Italien.
Sie bedeckt eine Fläche von 20,08 km² und die Einwohnerdichte beträgt etwa 1060 Personen pro km².